# Krabí tyčinka

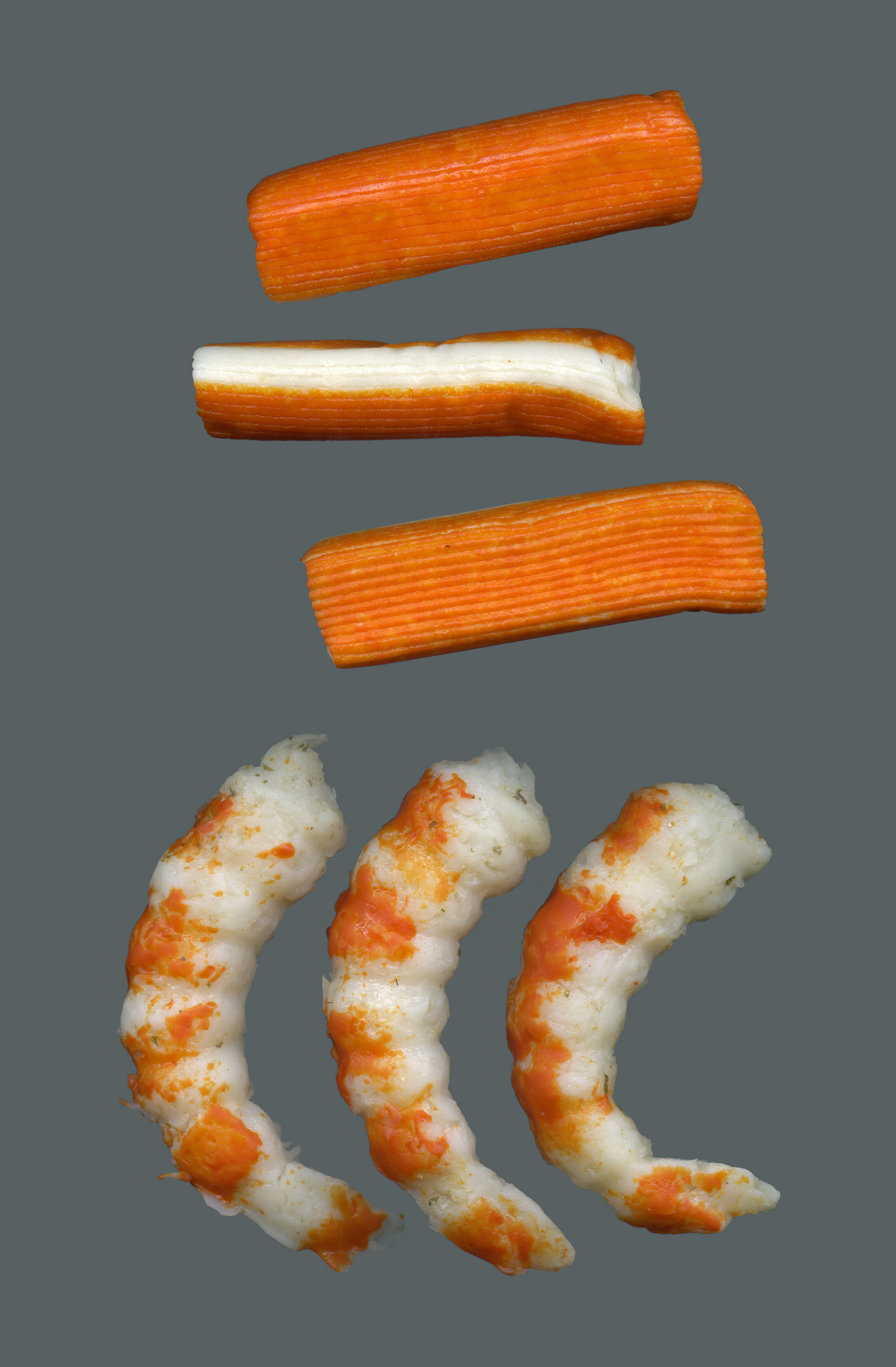
Různé typy krabích tyčinek

Krabí tyčinka je potravinový produkt vyrobený ze surimi, jemně namletého bílého rybího masa, který barvou, chutí a strukturou připomíná skutečné krabí maso. Často je i tvarován do formy krabích nožek. Přes svůj název krabí tyčinky žádné krabí maso neobsahují, jedná se pouze o obchodní název. Často obsahují pouze nízký podíl samotného rybího masa.

## Historie
Krabí tyčinky poprvé vynalezla v roce 1973 japonská společnost Sugiyo Co., Ltd. a pojmenovala je Kanikama. Na mezinárodní trhy je uvedla v roce 1976 sanfranciská společnost The Berelson Company ve spolupráci se Sugiyo.